# کتاب‌سوزی

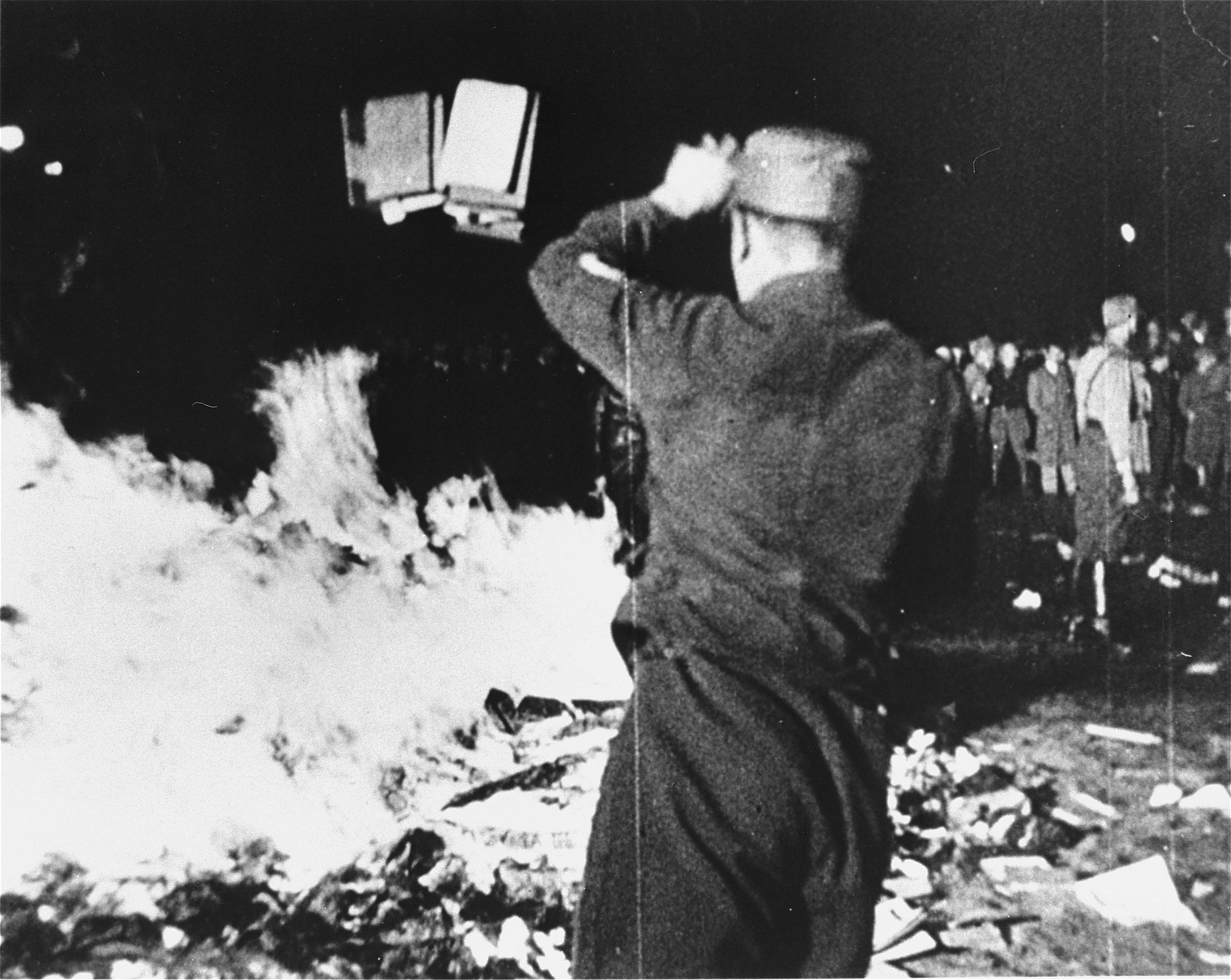
نازی‌ها در حال سوزاندان کتاب‌های نویسندگان یهودی و دیگر نویسندگان مخالف در مراسم ۱۰ مه ۱۹۳۳، مشهور به مراسم کتاب‌سوزان نازی‌ها.

کتاب‌سوزی به بیان ساده، اقدام به نابودی یک یا چندین نسخه از کتاب یا دیگر مکتوبات با آتش است. امروزه دیگر، شکل‌های رسانه، مانند سندهای صوتی، نوارهای ویدئویی و سی‌دی‌ها نیز به این روش سوزانده شده، خمیر شده یا رنده می‌شوند. این عمل که معمولاً به‌طور علنی انجام می‌شود، معمولاً با انگیزه‌های سیاسی، دینی و اخلاقی انجام می‌شود. همچنین این عمل، ممکن است که به‌طور پنهانی، صورت گیرد؛ مانند هزاران کتاب نابود شده در (شوروی سابق و بلوک شرق).
برخی موارد خاص از کتاب‌سوزی، آسیب‌های جبران‌ناپذیری را به میراث فرهنگی کشورها وارد کردند؛ چراکه بسیاری از کتاب‌های سوخته شده به هیچ روی، قابل جایگزینی نبودند. از این دست می‌توان به اقداماتی مانند سوزاندن کتابخانه اسکندریه، سوزاندن کتاب‌ها و دفن دانشمندان در چین، نابود کردن کدکس‌های مایاها به وسیله اسپانیایی‌ها و در دوران معاصر کتاب‌سوزی‌های انجام گرفته به وسیله نازی‌ها اشاره کرد.

## ایران
دانشنامه کتابخانه و دانش اطلاعات ارزش نسخه‌های فارسی در تاریخ کتابخانه‌های جهان را غیرقابل توصیف دانسته‌است. آثار دانشورانه و اسناد علمی بی‌شمار فارسی در شرایطی ظهور پیدا کرده‌اند که حق تحصیل فقط برای طبقات خاصی از اجتماع فراهم بوده‌است.
این درست است که شعر و علوم مذهبی، موضوعات غالب بودند ولی در بسیاری از موضوعات همچون فلسفه، اخلاق، سیاست، پزشکی، منطق، نجوم، هندسه، روان‌شناسی و جانورشناسی کتاب‌های درخشانی نگاشته شد. تعداد نوشته‌های فارسی که توسط دشمنان نابود شده یا سوزانده شده‌اند بی‌شمار است ولی امروزه بسیاری از آن‌ها به صورت کامل یا جزئی در کتابخانه‌ها یا موزه‌های معروف جهان وجود دارند.[...] اگرچه بسیاری از کتابخانه‌هایی که در گذشته وجود داشتند امروز قابل ردیابی نیستند اما تعداد این کتابخانه‌ها نجومی است. رکن‌الدین همایون‌فرخ که سه جلد تاریخ کتابخانه‌های ایران را نوشته تعداد ۴۵۹ تای آن‌ها را با توضیح مختصری دربارهٔ هر کدام برمی‌شمارد. واضحاً حتی فهرست کردن این کتابخانه‌ها در این مقاله کوتاه دشوار است و یافتن مهم‌ترین آن‌ها حتی برای فهرست کردنشان کار آسانی نیست؛ زیرا تک تک این کتابخانه مهم بودند. در دوران ساسانی (۲۲۵–۶۵۱ میلادی) حداقل دو کتابخانه عظیم وجود داشت. ابن ندیم می‌نویسد: «اردشیر ساسانی تمام کتاب‌های باستانی ایرانیان که باقی‌مانده اما پراکنده شده بودند را از هند و چین جمع‌آوری و در خزانه نگهداری کرد. پسر او شاپور اول راه پدر را ادامه داد و و تمام کتاب‌هایی که از زبان‌های دیگر به پارسی، ترجمه شده بود را جمع‌آوری کرد. او همچنین اوستا را در قالب یک کتاب، گردآوری کرد؛ بنابراین پس از آنکه اسکندر اوستا را سوزاند، آن را احیا کرد. کتابخانه دیگری که در این زمان، ساخته شد کتابخانه خسرو اول در جندی شاپور برای دانشگاه آن بود. علاقه خاص او به جمع‌آوری کتاب‌ها از دورترین نقاط جهان، مشهور است. جندی‌شاپور، بهترین مرکز تحقیقاتی در دوران ساسانی بود. بسیای از دانشمندان از ملیت‌های گوناگون، به ویژه نسطوری‌ها در آنجا گرد آمده بودند و بسیاری از کتاب‌ها به دستور خسرو اول به فارسی، ترجمه شده بود. علاوه بر این دو کتابخانه، کتابخانه‌های بزرگ و معتبر دیگری هم وجود داشت. همه آتشکده‌ها و پرستشگاه‌ها مانند همه بیمارستان‌ها و مراکز تحقیقاتی و آموزشی، گنجینه کتاب‌های خودشان را داشتند.

### حمله اسکندر به ایران
دانشنامه کتابخانه و دانش اطلاعات می‌نویسد:
«به گفته ابن‌ندیم، نویسنده الفهرست، که در حدود سال ۹۸۷ میلادی نوشته شده؛ در قصر آپادانا در تخت جمشید نوشته‌هایی به صورت لوحه‌های چوبی، سنگ و خاک رس در موضوعات متعدد وجود داشت. تعداد بسیاری از این الواح به وسیله اسکندر مقدونی (۳۳۳ پیش از میلاد) نابود شد یا به کتابخانه اسکندریه فرستاده شد. کشف سی هزار لوحه از گل رس در سال ۱۹۳۴ و در زیر زمین ویرانه‌های کاخ آپادانا این گفته را تأیید می‌کند. باستانشناسان این بخش را خزانه تخت جمشید یا کتابخانه استخر نامیده‌اند. اسکندر همین‌طور ۲۰۰۰۰ چرم گاوی را که اوستا بر روی آن‌ها نوشته شده بود سوزاند. به ما گفته شده که این کتاب‌ها در بایگانی تخت جمشید نگهداری می‌شدند و زمانی که اسکندر آن قصر را به آتش کشید این کتاب‌ها هم از میان رفتند.»

### اعراب مسلمان و کتاب‌سوزی در ایران
تورج دریایی استاد کرسی ایران باستان در دانشگاه کالیفرنیا، ارواین می‌نویسد: اعراب مسلمان در خوارزم کتاب‌های مغان را سوزاندند که کار عجیب و نامعمولی بود و واقعه‌ای معمول در تاریخ فتوحات اعراب مسلمان در ایران زمین به‌شمار نمی‌آید. فقدان کتاب‌های باستانی به زبان پهلوی به دلیل تغییر زبان علمی رایج در ایران پس از حمله اعراب و بلااستفاده ماندن کتاب‌های نوشته شده به زبان پهلوی است.
نویسندگان ایرانی از جمله (شجاع‌الدین شفا، محمد معین و عبدالحسین زرین کوب) (در دو قرن سکوت، منتشره در سال ۱۳۳۶) در مورد کتاب‌سوزی در جندی شاپور پس از فتح ایران توسط اعراب سخن رانده‌اند. از جمله منابع اولیه تاریخی مورد اشاره همه این نویسندگان، کتاب مقدمه ابن خلدون است.
اما نهایتاً زرین‌کوب در کتاب روزگاران (منتشره در سال ۱۳۷۳) با باز تأیید این امر که روایت کتاب‌سوزی در تیسفون چندان قدمت ندارد، با اشاره به روحیات هیجانی فاتحان، احتمال رخ دادن این مسئله را منتفی نمی‌داند. دانشنامه کتابخانه و دانش اطلاعات دربارهٔ کتاب‌سوزی کتابخانه‌ها در ایران طی حملهٔ عرب‌ها می‌نویسد که عرب‌ها به دلیل تعصب و اعتقاد به این‌که قرآن برترین کتاب است هر کتاب غیر قرآنی را نابود کردند.
فرانز رزنتال استاد پیشین زبانهای سامی و زبان عربی در دانشگاه ییل، اسلام‌شناس و مترجم کتاب مقدمه، در پانوشت این گفته ابن خلدون می‌نویسد «این روایت دیگری از یک افسانه معروف است که بر طبق آن عمر دستور ویرانی کتابخانه اسکندریه را داد».
برنارد لوئیس در مقاله‌ای ضمن بی‌اعتبار خواندن کتاب‌سوزی اعراب در اسکندریه با اشاره به تشابه این روایت ابن خلدون با روایتی که در آن نقل شده عمر فرمان به تخریب کتابخانه اسکندریه داده‌است، می‌گوید: «تاریخ‌نگار قرن چهاردهم، ابن خلدون، داستان تقریباً یکسانی را راجع به ویران کردن یک کتابخانه در ایران به دستور خلیفه عمر مطرح کرده که نشان از ویژگی عامیانه آن دارد».
مهمت سیلمز، محقق مسلمان، در تحقیقی که در سال ۲۰۰۵ در ژورنال آمریکایی علوم اجتماعی اسلامی چاپ شد با اشاره به سالم ماندن دانشگاه گندی شاپور در حمله اعراب به ایران می‌نویسد اعراب به اهمیت مؤسسهٔ آموزشی جندی‌شاپور پی بردند و شکوه آن را و کتابخانه و دیگر سازمان‌های شهر را باقی نگاه داشتند.
در مورد کتاب‌سوزی عرب‌ها در خوارزم، ابوریحان بیرونی در کتاب آثارالباقیه عن القرون الخالیه فصل سوم در بخش تاریخ اهل خوارزم، چنین می‌نویسد:
«قتیبة بن مسلم هر کس را که خط خوارزمی می‌دانست از دم شمشیر گذرانید و آنانکه از اخبار خوارزمیان آگاه بودند و این اخبار و اطلاعات را میان خود تدریس می‌کردند ایشان را نیز به دستهٔ پیشین ملحق ساخت بدین سبب اخبار خوارزم طوری پوشیده ماند که پس از اسلام نمی‌شود آن‌ها را دانست»

### هجوم ترکان
کتابخانه سلطنتی سامانیان در هجوم ترکان از شرق در سده ۱۱ میلادی سوزانده شد. گفته می‌شود ابن سینا تلاش کرد به میان شعله‌های آتش برود و کتاب‌ها را نجات دهد.[۵۵][۵۶]
حمله محمود غزنوی
در جریان حمله سلطان محمود غزنوی به ری بخشی از کتابخانهٔ بزرگ ری به آتش کشیده شد و بخشی دیگر به بخارا یا به نقلی دیگر به غزنین انتقال یافت. سوزاندن کتاب‌های شیعیان و برخی دیگر از گروه‌های اسلامی مد نظر بوده‌است.

### حمله مغولان به ایران
دانشنامه کتابخانه و دانش اطلاعات ابن ماجه درکتاب سنن ابن ماجه می‌نویسد: :
«یک بار دیگر تمدن عظیم ایرانیان به وسیلهٔ مهاجمین نابود شد؛ این بار به وسیله قبایل مغولان و تاتارها (۱۲۲۰ میلادی)؛ آن‌ها مساجد را تبدیل به طویله اسبان‌شان کردند، کتابخانه‌ها را سوزاندند و از نسخه‌های گران‌بها به عنوان سوخت استفاده کردند.»[۵۷]

### دوره پهلوی دوم
- در ایران معاصر احمد کسروی «جشن کتاب‌سوزان» داشت.[۲۱] وی و پیروانش در انجمن باهماد آزادگان در روز اول دی‌ماه، کتاب‌هایی را که زیانبار می‌دانستند طی مراسمی می‌سوزاندند.[۲۲] احمد کسروی در یکی از مراسم‌ها چنین می‌گوید:«من آشکارا می‌گویم بسیاری از کتابهایی که نزد دیگران ارجمند است ما به آتش میندازیم! اینک کتاب‌ها روی میز چیده شده درمیان آن‌ها گلستان و بوستان سعدی، دیوان حافظ، و مفاتیح‌الجنان و مانند اینها است و همه آن‌ها درخور آتش است»[۲۳][۲۴]

### دوره جمهوری اسلامی
در اواخر سال ۱۳۸۴ با تغییر «مرکز امور مشارکت زنان» به «مرکز امور زنان و خانواده» در دولت نهم، شایع شد که مدیریت جدید تصمیم داشته کتاب‌های «کتابخانه تخصصی زنان» را که در دوران محمد خاتمی ایجاد شده بود از بین ببرد، اما در لحظات آخر کار متوقف شده و به تعطیل کردن کتابخانه و ایجاد محدودیت دسترسی به کتاب‌ها اکتفا شد، هرچند که گفته می‌شود تعدادی از کتاب‌ها از مرکز خارج شده و بازگردانده نشده‌است.
علاوه بر خمیر کردن و از بین بردن هزاران کتاب پس از پیروزی انقلاب و در دهه‌های بعد از آن در سال ۱۳۹۸ روحانی‌ای به نام عباس تبریزیان که از مدافعان طب اسلامی و از مخالفان پزشکی حرفه‌ای است، اوایل بهمن ماه امسال اعلام کرد که قصد دارد یکی از کتاب‌های درسی مشهور رشته پزشکی با عنوان اصول طب داخلی هاریسون را طی مراسمی آتش بزند. تبریزیان وعده کتاب‌سوزی خود را عملی کرد و ویدئوی مراسم کتاب‌سوزی، در فضای مجازی به سرعت و وسعت پخش شد. تبریزیان، به هنگام کشیدن فندک به نسخه اصل انگلیسی کتاب هاریسون در پزشکی داخلی، توضیح داد که این کتاب‌سوزی، مراسم نمادین پایان «طبّ شیمیایی در کل جهان» است. ظاهراً او تحت تأثیر سخنرانی رهبر ایران علی خامنه‌ای بوده که در سخنانی گفته‌است: «دغدغه امروز من طب اسلامی ایرانی است. جامعه اسلامی باید همه چیزش اسلامی باشد؛ اقتصاد، رفتار، پوشش و حتی طبّش هم باید اسلامی باشد.».
سه تن از پزشکان معترض به اقدام نادرست این مجتهد، توسط یکی از دادگاه‌های جمهوری اسلامی، هر یک به ۶۰ ضربه شلاق، محکوم شدند.

## اندلس
در سال ۵۰۲ هجری قمری به روزگار حکومت علی بن یوسف بن تاشفین در اندلس، به دلیل مخالفت‌های فقیهان شهر، تمام نسخه‌های کتاب احیاء علوم الدین تألیف محمد غزالی را در مسجد قرطبه انباشته و آتش زدند.

## هند
آتش زدن دانشگاه و کتابخانه عظیم ولابی توسط اعراب؛ دانشگاه ولابی در بین سال‌های ۴۷۵–۷۷۵ میلادی ساخته شده بود و کتابخانه آن شامل بخش‌های متعددی از ادبیات شرقی بود. این کتابخانه و دانشگاه عظیم تا قرن دوازدهم پابرجا بود تا اینکه به وسیله مهاجمین عرب نابود شد.

## افغانستان
آتش زدن دانشگاه و کتابخانه عظیم استان بامیان قدیم وکتابخانه شهرستان اندخوی به تعداد(۱۸۵)هزارجلد کتاب توسط سپاهیان امیر عبدالرحمن آتش زده شددرسال۱۲۸۵ه‍.ش و کتابخانه شهرستان اندخوی درسال ۱۳۷۷ه‍.ش توسط طالبان حتی درزیر دیکدان‌ها غذا طپح شدند به آتش کشیده شد وقتل عام فجیعی انجام دادند.

## چین
در ۲۱۳، چین شی هوانگ (شی‌هوانگ-تی) امپراتور چین دستور داد همهٔ کتاب‌ها به‌جز کتاب‌های مربوط به پزشکی، کشاورزی و طالع‌بینی را بسوزانند. شی هوانگ، امپراتور چین این دستور را پس از مشورت با وزیرش لی‌سی صادر کرد. با صدور این دستور، تمامی کتاب‌های تاریخی و فلسفی در تمام استان‌ها به جز استان «چین» سوزانده شد. این اقدام که در سال ۲۱۳ قبل از میلاد آغاز شد به زنده به گور کردن بسیاری از روشنفکرانی که با عقاید تعصب‌آمیز امپراتور مخالفت می‌کردند انجامید.

این تخریب فرهنگ چین در طول شورشی که به حکومت امپراتور چین اِر شی (پسر امپراتور چین شی هوآنگ) پایان داد، عمق بیشتری گرفت چراکه در این شورش، قصر سلطنتی و بایگانی استانی سوزانده شد و به این ترتیب بسیاری از کتاب‌هایی که به وسیله امپراتور پدر نگه داشته شده بود نیز از بین رفت.

## آثار یهودیت
- نوشته‌های یهودی و کتاب‌های قانون، توسط شاه یهواکیم و شاهان سلسله سلوکیان: بر طبق تورات در پنجمین سال پادشاهی یهواکیم، ارمیای نبی سخنان خدا را برای باروک خواند و او آن‌ها را بر روی طوماری نوشت. سال بعد سه یا چهار برگ از آن در حضور پادشاه و همسرش خوانده شد که در نتیجه آن یهواکیم تومار را با چاقو پاره کرد و آن را در آتش اجاق انداخت.

تخریب بسیار عمده‌تری توسط آنتیوخوس پنجم پادشاه دوره سلوکیان صورت گرفت. او در سال ۱۶۸ قبل از میلاد دستور داد تمامی نسخه‌های کتاب قانون که در اورشلیم وجود داشت تکه‌تکه و سوزانده شوند.
- تخریب مکتوبات یهودیت در قرون وسطی: سوزاندن کتاب‌های یهودیان اولین بار به وسیله «پاپ گرگوری نهم» آغاز شد. او «لویی نهم» پادشاه فرانسه را متقاعد ساخت تا ۱۲٬۰۰۰ نسخه از تلمود را در پاریس به آتش بکشد. این کار بعدها به وسیله پاپ‌های بعدی ادامه پیدا کرد. کلیسا و حکومت‌های مسیحی تلمود را یک کتاب منفور و توهین‌آمیز به آموزه‌های مسیح می‌دانستند. از متعصب‌ترین و متنفرترین پاپ‌ها نسبت به یهود و یهودیان می‌توان به اینوسنت چهارم (‎۱۲۴۳–۱۲۵۴)، کلمنت چهارم (‎۱۲۵۶–۱۲۶۸)، ژان بیست‌ودوم (‎۱۳۱۶–۱۳۳۴)، پل چهارم (‎۱۲۵۵–۱۲۵۹)، پیوس پنجم (‎۱۵۶۶–۱۵۷۲)، و کلمنت هشتم (‎۱۵۹۲–۱۶۰۵) اشاره کرد. آن‌ها تقریباً در نابود کردن کامل این کتاب‌ها موفق شدند. در این زمان یهودیان به‌طور مداوم در حال نسخه برداری از این کتاب‌ها بودند و با اختراع ماشین چاپ کلیساها متوجه شدند که دیگر نابود کردن تمامی نسخه‌های تلمود و دیگر کتاب‌های مقدس یهودیان غیرممکن است.[۲]

## مصر
کتابخانه‌های اسکندریه در مصر در مقاطع مختلف تاریخی، تخریب شده‌است. برخی از معروف‌ترین دستورهایی که برای تخریب این کتابخانه‌ها صادر شده‌است، عبارتند از:
- به دستور جولیوس سزار در سال ۴۸ بعد از میلاد
- حملهٔ اورلین در سده سوم میلادی
- به دستور تئودئوس اول در سال ۳۹۱ میلادی و قتل هیپاتیا

برخی از مورخین امروزی، روایت تخریب کتابخانه‌های اسکندریه به‌وسیلهٔ عمروعاص و به‌دستور عمر را پس از فتح مصر توسط مسلمانان در ۶۴۲ میلادی، جعلی می‌دانند.

## آفریقای جنوبی
از سال ۱۹۵۵ تا ۱۹۷۱ میلادی، هزاران جلد کتاب و سایر مکتوبات از کتابخانه‌های عمومی و خصوصی در آفریقای جنوبی جمع‌آوری و در کوره‌های کتاب‌سوزی سوزانده شد. نکته قابل توجه در این واقعه آن است که این اقدام با اعتراضی از سوی کتابداران و کارمندان کتابخانه‌ها مواجه نشد.

تا قبل از روی کار آمدن حزب ملی آفریقای جنوبی در سال ۱۹۴۸ میلادی، تنها ۱۰۰ عنوان کتاب در فهرست کتاب‌های ممنوعه قرار داشت. در سال ۱۹۴۹، تعداد این کتاب‌ها به ۲۰۰ عنوان و تا سال ۱۹۵۵ به ۱۴۰۰ عنوان رسید. گفته می‌شود در سال ۱۹۶۸، حدوداً ۱۲ هزار عنوان کتاب در این فهرست قرار گرفته بود.
اولین کتاب‌هایی که در این دوران به آتش کشیده شدند، کتاب‌های پورنو بودند. این کتاب‌ها از سایر کشورها به آفریقای جنوبی وارد شده بودند و مأموران سانسور، آن‌ها را شرم‌آور می‌دانستند. این کتاب‌سوزی به‌زودی دامنگیر کتاب‌ها، رساله‌ها و سایر مکتوبات چاپ داخل این کشور نیز شد و موضوعات مختلفی مانند سیاست، ادبیات کلاسیک و مسائل قومی را دربر گرفت. برآورد دقیق تعداد کتاب‌های تخریب شده در این سال‌ها، به سادگی امکان‌پذیر نیست اما احتمالاً این کار به‌طور پیوسته و طی دوره‌های زمانی منظم صورت می‌گرفته‌است. بخش عمده‌ای از اخباری که در این زمینه در دست می‌باشد، مربوط به روزنامه‌هایی است که در آن دوران منتشر می‌شده‌اند و عمدتاً به وقایع شهرهای بزرگ این کشور اشاره کرده‌اند.

## عراق
در حمله آمریکا به عراق، دو کتابخانه عمده بغداد یعنی کتابخانه ملی و کتابخانه اوقاف بغداد که از مهم‌ترین مراکز حفظ اسناد و مدارک تاریخی عراق هستند به آتش کشیده شده یا احیاناً سرقت و سپس به آتش کشیده شدند. برخی از تحلیل گران این کارها را به زندانیانی منسوب می‌کنند که دولت بعثی عراق، دو سه ماه قبل از سقوط خود آزاد کرد. در میان آزادشدگان، شمار اندکی زندانی سیاسی و اغلب از جنایتکاران، تبهکاران، دزدان حرفه‌ای، و قاتلان بودند.

## سایر کتاب‌سوزی‌ها

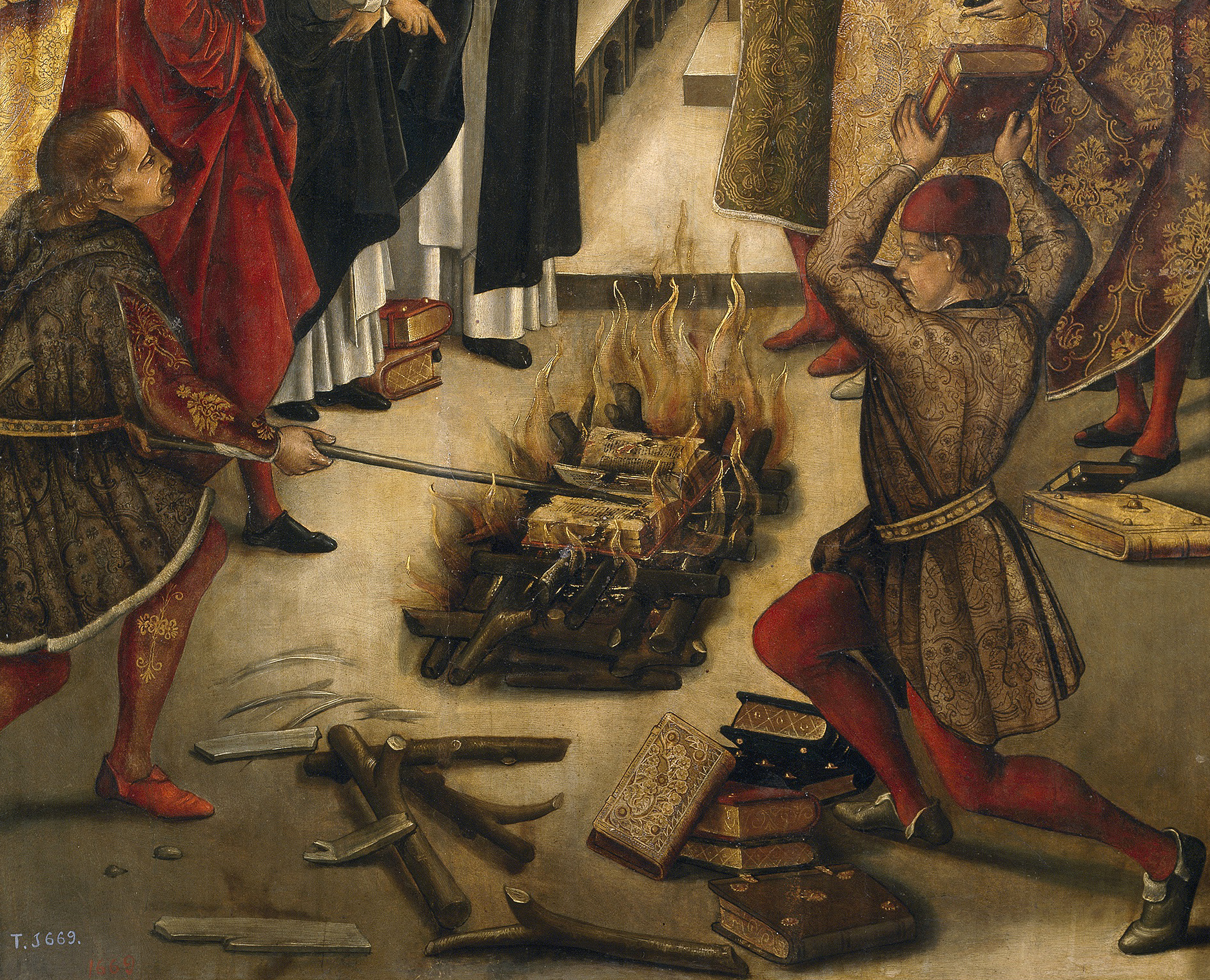
در پی اختلاف دومینیک قدیس و کاتارها (آلبیگاییان)، هر دو طرف کتاب‌هایشان را در آتش افکندند، و کتاب‌های دومینیک قدیس به طرز معجزه‌آسایی از گزند آتش سالم ماندند.

- کتاب تاریخ روم نوشته سناتور آئولوس سرموتیوس کوردوس، توسط آئدیلس در سال ۲۵ بعد از میلاد.
- طومارهای جادوگری، توسط نخستین تغییر کیش دهندگان در اِفِسُس.
- کتاب‌های اپیکور، در پافلاگونیا.
- متن‌های کیمیاگری مصر، توسط دیوکلسین در سال ۲۹۲ میلادی.
- کتاب‌های مسیحی، توسط دیوکلسین، برای آزار مسیحیان، در سال ۳۰۳ میلادی.
- کتاب‌های آریانیسم بعد از انجمن نیس، به عنوان ارتداد، سال ۳۲۵ میلادی.
- کتاب‌های الهامی، توسط استیلیچو (مرگ در ۴۰۸ میلادی).
- متن‌های مصری که با مسیحیت همخوانی نداشت، توسط اثناسیوس، سال ۳۶۷ میلادی.
- نوشته‌های پریسیلیان، به عنوان ارتداد، سال ۳۸۳ میلادی.
- اتروسکا دیسیپلینا، کتاب‌های آیینی و پیشگویی اتروسکی، قرن پنجم میلادی.
- کتاب‌های نستوری به عنوان ارتداد به دستور تئودوسیس دوم، ۴۳۵ میلادی.
- ابوبکر در اوایل خلافتش، احادیث موجود نوشته‌شده از محمد را توسط عایشه جمع‌آوری، و همه را سوزاند.[۴۳][۴۴]
- نسخه‌هایی از قرآن به دستور عثمان، خلیفه سوم در حدود سال ۶۵۰ میلادی.[نیازمند منبع]
- در آتش انداختن کتاب‌های مذهبی برای آزمایش آنها، در تولدو اسپانیا، ۱۰۸۵ میلادی.
- پیر ابلارد وادار شد در سال ۱۱۲۱ کتاب الهیات خود را به عنوان ارتداد بسوزاند.
- تخریب متن‌های کاثار به خواست کلیسای کاتولیک در سده ۱۳ میلادی.
- متن فلسفی دلالةالحائرین، نوشتهٔ موسی پسر میمون، در سال ۱۲۳۳ میلادی در مون‌پلیه، جنوب فرانسه.
- کتابخانه بیت‌الحکمه در بغداد و کتابخانه‌های دیگر در زمان هجوم مغول‌ها در سال ۱۲۵۸ میلادی. گفته می‌شود آب دجله با رنگ جوهر شمار هنگفت کتاب‌هایی که به رودخانه انداخته شد به مدت ۶ ماه سیاه‌رنگ ماند.
- کتاب‌های جان ویکلیف توسط اسقف اعظم بی‌سواد پراگ در سال ۱۴۱۰ میلادی، برای پیشگیری از گسترش آموزه‌های جان هوس
- مقامات شوروی به خاطر هراس از نزدیکی مردم پارسی تاجیکستان با مردم ایران و افغانستان، بخشی از کتاب‌های ادبیات فارسی در آن کشور را از بین بردند.[۴۵] کمونیست‌های شوروی در دههٔ سی میلادی (۱۳۳۸–۱۳۴۸) هر کتاب فارسی را که می‌یافتند می‌سوزاندند.[۴۶]
- نیروهای پشتون‌تبار طالبان در بسیاری موارد به تخریب و سوزاندن کتاب‌های فارسی در افغانستان دست زدند.[۴۷]

## ارجاعات فرهنگی
- کتاب فارنهایت ۴۵۱ اثر ری برادبری دنیایی را وصف می‌کند که در آن کتاب‌سوزی به صورت سیستماتیک انجام می‌شود. نام کتاب به دمای اشتعال کاغذ اشاره دارد.
- در بخش اول دن کیشوت اثر سروانتس، کشیش و خدمتکار کتاب‌های پهلوانی دن کیشوت را می‌سوزانند.
- یوهان ولفگانگ فون گوته در بخش شرح و توصیف دیوان غربی-شرقی در مورد کتابسوزی در ایران به دست اعراب چنین می‌نویسد:

اعراب به تمامی کتاب‌ها که به نظر آن‌ها یا زائد بودند یا مضر، حمله‌ور شدند. آن‌ها تمام آثار ادبی را نابود کردند، بطوری‌که کمترین میزان کتاب‌ها از آن زمان (ایران ساسانی) به دست ما رسیده‌است. جاری شدن زبان عربی (به دست اعراب) نیز از، دوباره ایجاد شدن هرگونه حرکتی (در ایران) که بتوان آن را ملی نامید، جلوگیری می‌کرد.
- مرتضی راوندی در کتاب تاریخ اجتماعی ایران پس از اشاره به نوشته ابن خلدون در مقدمه می‌نویسد:[۵۰]

یکی از آثار شوم و زیان‌بخش حملهٔ اعراب به ایران، محو آثار علمی و ادبی این مرز و بوم بود. آن‌ها کلیهٔ کتب علمی و ادبی را به عنوان آثار و یادگارهای کفر و زندقه از میان بردند.
- مرتضی مطهری با اشاره به تاریخچه دانشگاه جندی شاپور در تیسفون می‌نویسد:

دانشگاه جندی شاپور که بیشتر یک مرکز پزشکی بوده کوچک‌ترین آسیبی از ناحیه اعراب فاتح ندید و به حیات خود تا قرن سوم و چهارم هجری ادامه داد. پس از آنکه حوزه عظیم بغداد تأسیس شد دانشگاه جندی شاپور تحت‌الشعاع واقع گشت و تدریجاً از بین رفت. خلفای عباسی پیش از آنکه بغداد دارالعلم بشود، از وجود منجمین و پزشکان همین جندی شاپور در دربار خود استفاده می‌کردند. ابن ماسویه‌ها و بختیشوع‌ها در قرن دوم و سوم هجری فارغ‌التحصیل همین دانشگاه بودند. پس ادعای اینکه دانشگاه جندی شاپور بدست اعراب فاتح از میان رفت از کمال بی‌اطلاعی است
وی با استناد به هم عصر بودن اسکندر و ارسطو - که یونان پیشتر از زمان او در علوم عقلی به شکوفائی رسیده بود- نقل قول آغازین ابن خلدون -مبنی بررسیدن علوم عقلی از ایرانیان به یونانیان پس از حمله اسکندر- را نا درست می‌داند. به گفته او، اینکه ابن خلدون جمله‌اش را با عبارت «گفته می‌شود» آغاز کرده، مویّد ضعیف بودن این نقل قول است.
- ابوریحان بیرونی در کتاب آثارالباقیه عن القرون الخالیه در مورد حمله قتیبه ابن مسلم سردار امویان چنین می‌نویسد:

 وقتی قتیبه ابن مسلم سردار عرب بار دوم به خوارزم رفت و آن را بازگشود هرکس را که خط خوارزمی می‌نوشت و از تاریخ و علوم و اخبار گذشته آگاهی داشت از دم تیغ بی‌دریغ گذراند و موبدان و هیربدان قوم را یکسره هلاک نمود و کتابهاشان همه بسوزانید و تباه کرد.
عبدالحسین زرین کوب در این باره می‌نویسد: «آنچه هم بیرونی راجع به نابود شدن کتب خوارزمی گفته‌است مشکوک است و به هر حال مویّد این واقعه نمی‌تواند بود.»
ابوریحان در مقدمه کتاب " صیدله " یا " صیدنه " دربارهٔ زبان خوارزمی می‌گوید: این زبان به هیچوجه قادر برای بیان مفاهیم علمی نیست، اگر انسان بخواهد مطلبی علمی با این زبان بیان کند، مثل اینست که شتری بر ناودان آشکار شود.

## برای مطالعهٔ بیشتر
به فارسی:
- شهربراز: نقد باورها
- آتشی که هرگز روشن نشد. بخش اول بخش دوم بخش سوم
- کتابخانه‌ها و کتابسوزی در ایران
- سالگرد کتاب‌سوزان در آلمان نازی؛ اعلام جنگ به فرهنگ

به انگلیسی:
- جندی شاپور از دانشنامه ایرانیکا